# Higashimurayama
Higashimurayama (東村山市?) è una città giapponese conurbata in Tokyo.